# 808s & Heartbreak
808s & Heartbreak è il quarto album in studio del rapper statunitense Kanye West, pubblicato il 24 novembre 2008 dall'etichetta discografica Roc-A-Fella Records.
È stato prodotto da No I.D., Jeff Bhasker, Mr Hudson e dallo stesso West e presenta contributi musicali provenienti da molti artisti, tra i quali Kid Cudi, Young Jeezy e Lil Wayne. Le tracce dell'album sono state registrate tra settembre e ottobre 2008 presso i Glenwood Studios di Burbank e e gli Avex Recording Studio di Honolulu. Concepito a seguito di molteplici eventi che lo angosciarono nel corso dell'anno precedente, l'album ha segnato un allontanamento musicale dal suo precedente lavoro dal punto di vista lirico, vocale e produttivo.
Nell'album West ricorre all'impiego dell'Auto-Tune in ogni traccia; tale scelta è stata particolarmente discussa: infatti in molti hanno avuto opinioni contrastanti, tra chi ne criticò l'uso e chi ne lodò specialmente la particolarità. Nonostante le critiche negative ricevute subito dopo la sua pubblicazione, 808's & Heartbreak ha riscosso una vasto successo commerciale, divenendo il terzo album di West a raggiungere la vetta della Billboard 200 sin dall'esordio. A distanza di anni, l'album è stato rivalutato da alcuni critici, definendolo come un punto di svolta nella discografia di West, con uno stile che avrebbe poi contraddistinto rapper e cantanti come Drake e The Weeknd.

## Antefatto
Dopo l'uscita del suo terzo album in studio Graduation, il resto del 2007 e l'anno successivo sono stati caratterizzati da eventi che hanno profondamente colpito Kanye West. Il 10 novembre 2007, Donda West, la madre di Kanye, morì a causa di complicazioni derivanti da interventi di chirurgia plastica. I quali furono un'addominoplastica e una procedura di riduzione del seno. Mesi dopo, West e la sua fidanzata Alexis Phifer si lasciarono terminando così la loro lunga relazione a intermittenza iniziata nel 2002. Allo stesso tempo, West ha faticato ad adattarsi al suo nuovo status di pop star che un tempo aveva cercato di raggiungere, diventando spesso oggetto di controllo da parte dei media. La perdita, la solitudine e la nostalgia di una compagna e di un senso di normalità è servito ad ispirare l'album. West ha dichiarato che "Quest'album è stato terapeutico — è da solo al top". Una fotografia scattata da Danny Clinch di West che bacia sua madre sulla guancia è stata inclusa nelle note di copertina dell'album.

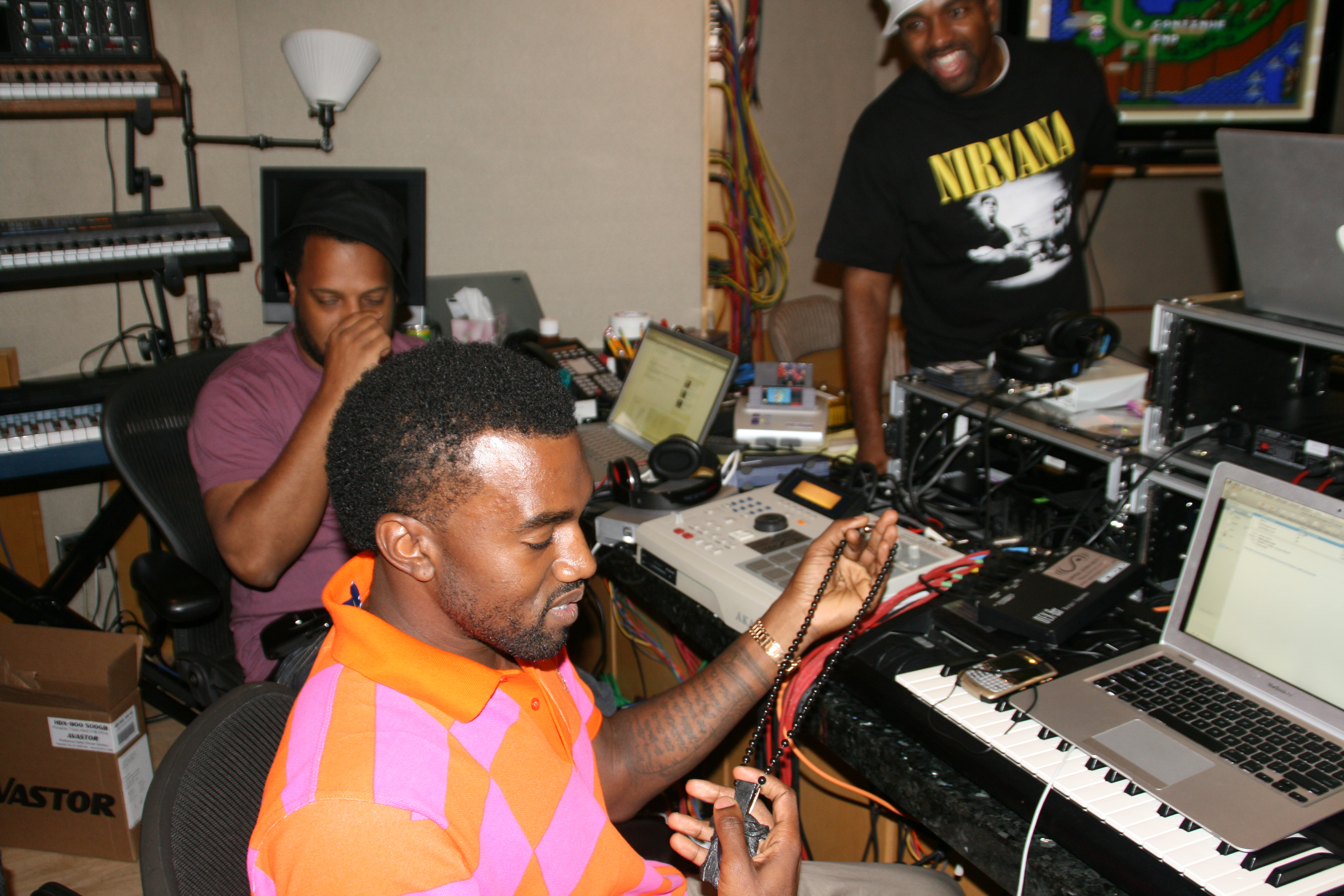
Kanye West e No I.D. mentre lavorano sull'album

West sentiva che le proprie emozioni non potevano essere pienamente espresse semplicemente attraverso il rap, che secondo lui aveva delle limitazioni in questo, c'erano delle "melodie che erano dentro di me - ciò che era in me, non poteva fermarsi". West nel classificare 808s & Heartbreak come un album pop, afferma il proprio sdegno verso la reazione contemporanea al concetto di musica pop e ha espresso ammirazione per ciò che alcune pop star hanno compiuto nella loro carriera. Ha poi dichiarato di voler creare un nuovo genere musicale chiamato "pop art", chiarendo che era ben consapevole del movimento d'arte visiva con lo stesso nome e che voleva crearne un equivalente musicale. "Che lo chiamino 'pop' o 'pop art', a me stanno bene tutte e due", ha poi dichiarato.

## Accoglienza
| Recensione           | Giudizio        |
| -------------------- | --------------- |
| AllMusic             | [ 18 ]          |
| Robert Christgau     | A−              |
| Entertainment Weekly | A−              |
| The Guardian         | [ 20 ]          |
| The Independent      | [ 21 ]          |
| NME                  | (7/10)          |
| Pitchfork            | (7.6/10)        |
| Rolling Stone        | [ 22 ]          |
| Spin                 | (6/10)          |
| The Times            | [ senza fonte ] |
| Metacritic           | (75/100)        |

808s & Heartbreak ha ricevuto recensioni generalmente positive dalla critica musicale. Per il sito di recensioni Metacritic, 808s & Heartbreak ha raggiunto un punteggio di 75 su 100, basato su 36 recensioni, che segnala "recensioni prevalentemente favorevoli". Alex Macpherson del The Guardian ha lodato la sua "musica stilizzata e minimale". Steve Jones dell'USA Today ha commentato scrivendo che "West utilizza abilmente la batteria elettronica 808 e l'effetto vocale auto-tune per incanalare i suoi sentimenti di dolore, rabbia e dubbi attraverso le sue rime ben fatte". Dan Cairns del Times ha dichiarato: "Questo non dovrebbe funzionare ... Ma 808s & Heartbreak è un trionfo". Tom Breihan di The Village Voice lo ha trovato "un lavoro carico di depressione", e lo definì "superstar-freakout album: il suo basso, la sua Trans, il suo Kid A. Quello in cui decide che la lontananza glaciale è l'unica cosa che abbia un senso". Jody Rosen di Rolling Stone ha lodato West per l'incorporazione della batteria elettronica Roland TR-808 e descrisse l'album come il Here, My Dear o Blood on the Tracks di Kanye "delle tristi canzoni che oscillano violentemente tra autocommiserazione e odio di sé". Leah Greenblatt di Entertainment Weekly ha scritto che il suo "gelido, suono minimale sostiene testi dalle emozioni sorprendentemente crude".
Tuttavia, l'Independent ha trovato la sua "immersione nell'infelicità personale" scomoda e ha commentato che "le metafore stilistiche facilmente diventano fastidiose". Il redattore di AllMusic Andy Kellman ha dichiarato: "non importa il suo coraggio lodevole, l'album è un faticoso pianto svogliato lungo il permafrost di West.". Charles Aaron di Spin ha criticato le strutture musicali delle canzoni, definendo l'album "un lungo processo che parte e riparte senza mai raggiungere la fine".

## Tracce
1. Say You Will – 6:17 (Kanye West, Dexter Mills, Jeff Bhasker, Jay Jenkins)
2. Welcome to Heartbreak (feat. Kid Cudi) – 4:23 (Kanye West, Jeff Bhasker, Patrick Reynolds, Scott Mescudi)
3. Heartless – 3:31 (Kanye West, Ernest Wilson, Scott Mescudi, Malik Jones)
4. Amazing (feat. Young Jeezy) – 3:58 (Kanye West, Malik Jones, Dexter Mills, Jeff Bhasker, Jay Jenkins)
5. Love Lockdown – 4:30 (Kanye West, Jeff Bhasker, Jean-Bea Englishman, Malik Jones, LaNeah Menzies)
6. Paranoid (feat. Mr Hudson) – 4:37 (Kanye West, Patrick Reynolds, Scott Mescudi, Dexter Mills, Jeff Bhasker)
7. RoboCop – 4:34 (Kanye West, Jenny-Bea Englishman, Malik Jones, Dexter Mills, Scott Mescudi, Antony Williams, Jeff Bhasker, Faheem Najm, Jay Jenkins, Patrick Doyle)
8. Street Lights – 3:09 (Kanye West, Jenny-Bea Englishman, Antony von Williams, Ben McIldowie)
9. Bad News – 3:58 (Kanye West, George Bass)
10. See You in My Nightmares (feat. Lil Wayne) – 4:18 (Kanye West, Ernest Wilson, Jeff Bhasker, Dwayne Carter)
11. Coldest Winter – 2:45 (Kanye West, Ernest Wilson, Roland Orzabal)
12. Pinocchio Story (Freestyle Live From Singapore) – 6:03 (Kanye West) – Traccia nascosta

Durata totale: 52:03

### Campionature
- Robocop contiene campionature di Kissing in The Rain di Patrick Doyle (dal film Paradiso perduto di Alfonso Cuarón).
- Bad News contiene campionature di See Line Woman di Nina Simone.
- Coldest Winter ricrea elementi di Memories Fade dei Tears for Fears.

Crediti:

## Successo commerciale
Nella sua prima settimana di vendite, 808s & Heartbreak ha debuttato al primo posto nella Billboard 200, vendendo 450 145 copie. Il 27 gennaio 2009, 808s & Heartbreak è stato certificato disco di platino dalla RIAA, questo è il quarto disco dell'artista a ricevere tale certificazione. Secondo Nielsen SoundScan, fino al 14 giugno 2013 l'album ha venduto 1 700 000 copie negli Stati Uniti.

## Classifiche
| Classifica (2008)         | Posizione massima |
| ------------------------- | ----------------- |
| Australia                 | 12                |
| Austria                   | 50                |
| Belgio (Fiandre)          | 21                |
| Belgio (Vallonia)         | 69                |
| Canada                    | 4                 |
| Danimarca                 | 42                |
| Francia                   | 52                |
| Germania                  | 30                |
| Irlanda                   | 11                |
| Italia                    | 65                |
| Norvegia                  | 19                |
| Nuova Zelanda             | 15                |
| Regno Unito               | 11                |
| Stati Uniti               | 1                 |
| Stati Uniti (R&B/Hip-Hop) | 1                 |
| Svizzera                  | 13                |